# Грасьоле, Луи Пьер
Луи Пьер Грасьоле (фр. Louis Pierre Gratiolet; 6 июля 1815, Сент-Фуа-ла-Гранд, Жиронда; 16 февраля 1865, Париж) — французский анатом, физиолог, зоолог.

## Научная деятельность
Возглавлял кафедру зоологии и физиологии факультета естественных наук в Парижском университете (1863—1865).
Луи Грасьоле изучал сравнительную анатомию головного мозга приматов и человека, описал факт, касающийся большей сморщенность больших полушарий человека (за счёт извилин). Вступил в продолжительную полемику с Пьером Полем Брока на тему о соотношении размеров головного мозга и интеллекта.
Также Луи Грасьоле является одним из первых анатомов, кто в больших полушариях человека выделял именно пять долей (включая и островковую долю). Длительно занимался исследованием сроков закрытия черепных швов.

## Названы именем Грасьоле
- Зрительная лучистость, пучок Грасьоле[4] — анатомическое образование в белом веществе головного мозга, сформированное аксонами нейронов, тела которых лежат в латеральном коленчатом теле. Часть проводящих путей зрительного анализатора.[5]

|  |  |

- Бульвар Грасьоле в Сент-Фуа-ла-Гранд, департамент Жиронда.

## Избранные труды
- Anatomie comparée du système nerveux considéré dans ses rapports avec l’intelligence, with François Leuret, Paris, Ballière, vol 1, 1839.
- Mémoire sur les Plis Cérébraux de l"Homme et des Primates. Paris: Bertrand, 1854.
- De la Physiognomie et des Mouvements d’Expression (Concerning Physiognomy and the Movements of Expression) 1865.
- Recherches sur l’anatomie de l’hippopotame. (Research concerning the Anatomy of the Hippopotamus) 1867.